# Tris(triméthylsilyl)méthane
Le tris(triméthylsilyl)méthane est un composé organosilicié de formule chimique ((CH3)3Si)3CH, souvent abrégée (tms)3CH, où « tms » représente le groupe triméthylsilyle (CH3)3Si–. Il s'agit d'un liquide incolore très soluble dans les hydrocarbures.
Sa réaction avec le méthyllithium CH3Li donne du tris(triméthylsilyl)méthyllithium ((CH3)3Si)3CLi, appelé trisyllithium ; ce dernier intervient par exemple dans les réactions de Peterson :
(tms)3CH + CH3Li ⟶ (tms)3CLi + CH4 ;
(tms)3CLi + R2CO ⟶ (tms)2C=CR2 + (tms)OLi.
Le trisyllithium est un bon précurseur de ligands encombrants, et donc protecteurs. Certains dérivés du tris(triméthylsilyl)méthane, tels que le tellurol (Me3Si)3CTeH, sont bien plus stables que ceux qui sont moins substitués.

Structure du tétraédrane d'indium. <span style="color:#FFAA00; background:#FFAA00;">__ Si <span style="color:#555555; background:#555555;">__ In.

- Structure du tétraédrane d'indium(I) [InC(tms)3]4[5].  __ Si   __ In.